# Rogatka Lubelska

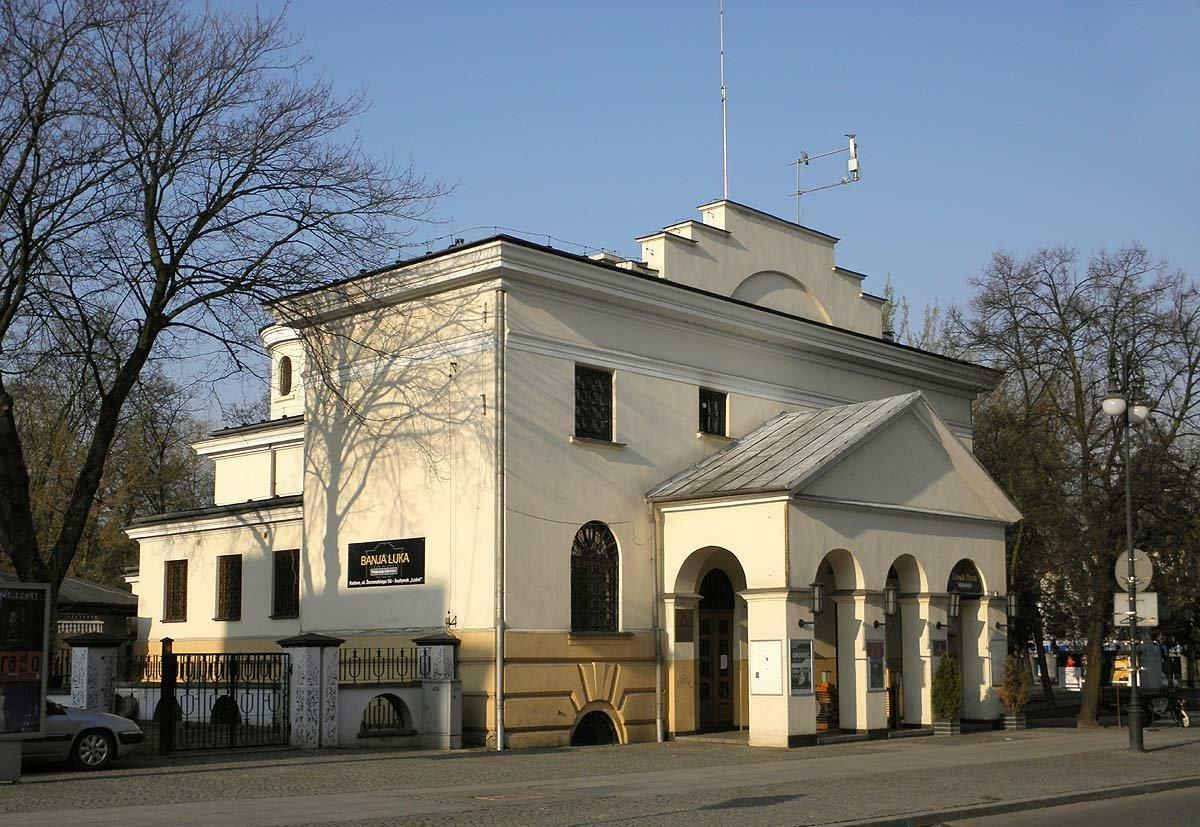
Rogatka Lubelska (2012)

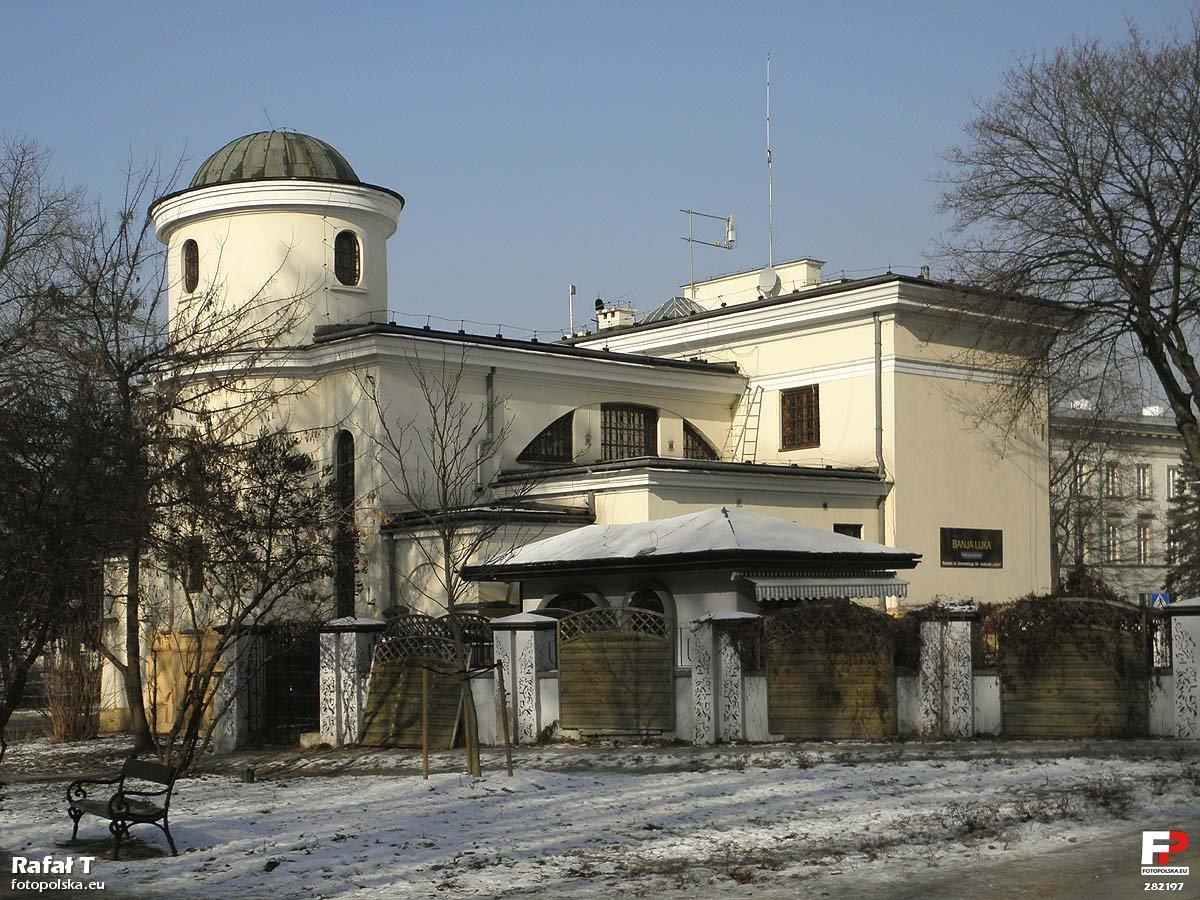
Rückansicht (2012)

Rogatka Lubelska (übersetzt Lubliner Zollhaus) ist ein unter Denkmalschutz gestelltes Gebäude in Radom in der Woiwodschaft Masowien in Polen. Das ehemalige Zollhaus wurde 1840 errichtet und von 1922 bis 1926 zum Volksbad umgebaut.
Das Bauwerk steht im heutigen Stadtzentrum an der Hauptstraße ulica Żeromskiego 56.

## Geschichte
Die ersten Zollstellen standen in der Nähe der Stadttore der Miasto Kazimierz (Kasimirs-Stadt). Mit dem weiteren Wachstum der Stadt wurden diese verlegt. Im Jahr 1824 wurden fünf Tore an der Stadtgrenze neu erbaut. Neben dem Tor an der Straße nach Lublin erbaute Stefan Baliński 1840, nach Plänen des Architekten Henryk Marconi (1792–1863), 1840 das Zollhaus.
Nach der Wiedererrichtung Polen entwarf der städtische Architekt Kazimierz Prokulski ein großzügiges Stadtbad. Die Front des Zollhauses wurde als Eingang weiterverwendet. Da viele Gebäude der Innenstadt weder Brause- noch Wannenbäder hatten, diente es bis Ende der 1970er Jahre als Badehaus (polnisch: łaźnia) der städtischen Bäder (łaźni miejskiej).
In den Jahren 1981/1982 wurde das Bauwerk renoviert und die Badeeinrichtungen entfernt. Es ist seit 1983 unter Schutz gestellt und unter der Nummer 213/A/83 in das nationale Denkmalregister der Woiwodschaft eingetragen.
Seit 1987 ist das Gebäude als Kulturhaus und Kunstgalerie Sitz des „Łaźnia“ – Radomski Klub Środowisk Twórczych i Galeria („Badehaus“ – Radomer Klub der kreativen Gesellschaften und Galerie).

## Beschreibung
Das Zollhaus im klassizistischen Stil war ein einstöckiges Gebäude mit drei Achsen und einem quadratischen Grundriss. Um zwei Achsen verkürzt, dient es als Portikus und Eingang des anschließenden Volksbads im Stil des Modernismus. Zur Straßenfront ist es fünfachsig und zweistöckig mit einem abgetreppten Ziergiebel angelegt. An der Rückseite wird es durch einen Querbau verlängert, an den einstöckige Seitenflügel angefügt sind. Den Abschluss bildet ein halbrunder Erker, der durch ein rundes drittes Geschoss mit einer Kuppel gekrönt wird.